# Cabirops ibizae
Cabirops ibizae es una especie de crustáceo isópodo marino de la familia Cabiropidae.

## Distribución geográfica
Se distribuye por el mar Mediterráneo. De adulto es ectoparásito del isópodo Asymmetrione foresti.